# Фрутдејл (Калифорнија)
Фрутдејл (енгл. Fruitdale) насељено је место без административног статуса у америчкој савезној држави Калифорнија.

## Демографија
По попису из 2010. године број становника је 935, што је 40 (4,5%) становника више него 2000. године.
| Група             | 2000.       | 2010.       |
| Белци             | 617 (68,9%) | 516 (55,2%) |
| Афроамериканци    | 17 (1,9%)   | 31 (3,3%)   |
| Азијати           | 49 (5,5%)   | 110 (11,8%) |
| Хиспаноамериканци | 150 (16,8%) | 244 (26,1%) |
| Укупно            | 895         | 935         |